# 山科諒馬
山科 諒馬（やましな りょうま）は日本で活動する、フリーランスのミュージカル俳優およびバレエダンサーである。大阪府堺市出身。元谷桃子バレエ団所属。

## 来歴
10 歳よりクラシックバレエを始め、全国コンクールでの優勝、海外経験などを経て18歳で谷桃子バレエ団に入団。同バレエ団の全てのレパートリーでプリンシパルやソリストを務め、古典から現代作品まで幅広く踊り分ける稀有なダンサーとして活躍。また、ペアダンスやリフトなどのパートナリングに非常に定評がある。
フリーランスに転身後、2016年に劇団四季の随時オーディションに演目契約で合格し、2017年5月4日に大阪四季劇場で上演されたキャッツのコリコパット役でミュージカルデビュー。2018年10月27日からはミストフェリーズ役としても出演している。2019年には浅利慶太追悼公演「ユタと不思議な仲間たち」で主演のユタ役に抜擢され、各所より好評を博す。近年は芝居や歌がメインの役柄にキャスティングされることも多く、芝居、歌、ダンスの3拍子揃った俳優として着実にキャリアを重ねている。

## 主な出演作品

### バレエ
- 「白鳥の湖」- パ・ド・トロワ、道化
- 「ジゼル」-  ペザント・パ・ド・ドゥ
- 「ピーターパン」- ピーターパン
- 「リゼット」- ニケーズ
- 「ラ・バヤデール」- 黄金の像
- 「海賊」- ランケデム
- 「眠れる森の美女」 - デジレ王子[1]
- 「〜Dance Espressivo〜 RE re;present」[2]

### ミュージカル
- 劇団四季「キャッツ」(2017年〜) ※客演 - ミストフェリーズ、 コリコパット
- 浅利慶太プロデュース公演「ミュージカル李香蘭」（2018年）
- 浅利慶太追悼公演「ユタと不思議な仲間たち」（2019年）- ユタ
- ミュージカル「アナスタシア」（2020年）
- ミュージカル座「ひめゆり」（2021年）- 檜山上等兵
- 浅利演出事務所「夢から醒めた夢」（2021年）- メソ
- ミュージカル「ナイツ・テイル -騎士物語-」（2021年）
- ミュージカル「人間泥棒 -元小泥棒の夢-」（2021年）- スミト
- ミュージカル「ラ・カージュ・オ・フォール 籠の中の道化たち」（2022年）- トリオ
- 地球ゴージャス「クラウディア」（2022年）- コツコツ
- ミュージカル「えんとつ町のプペル」大阪（2022年）- スーさん
- 朝ミュージカル東京「僕と彼女と物憂げな傘」（2023年〜）- 僕
- ミュージカル座「東京ミュージカル」（2023年）- 藤田一行/岡崎一太
- ミュージカル「ビリー・エリオット〜リトル・ダンサー〜」（2024年） - オールダー・ビリー[3]

※括弧内の年は初出演年